# Reakcja skoordynowana
Reakcja skoordynowana (inaczej uzgodniona) – rodzaj reakcji chemicznej, w trakcie której wszystkie uczestniczące w niej wiązania chemiczne są zrywane i powstają w jednym akcie elementarnym. W związku z tym w reakcji tej nie występują pośrednie produkty ani dające się zbadać nietrwałe stany pośrednie. 
Przykładami tego rodzaju procesu jest reakcja Dielsa-Aldera, część cykloaddycji i część reakcji metatezy. 
Większość reakcji chemicznych nie przebiega według mechanizmu skoordynowanego, lecz składają się one z ciągu wielu aktów elementarnych - niektóre te akty mogą również mieć charakter skoordynowany, nie jest to jednak wystarczającym powodem uznania całego procesu za reakcję skoordynowaną. Normalnie, do tej klasy reakcji zalicza się tylko te, w których występuje tylko jeden skoordynowany akt elementarny. Przykładem procesu, w którym kluczowym aktem jest reakcja skoordynowana, ale który składa się też z innych aktów elementarnych jest podstawienie nukleofilowe zachodzące według mechanizmu SN2.
Cechami charakterystycznymi typowych reakcji skoordynowanych są:
- brak produktów pośrednich i dających się obserwować stanów przejściowych
- niezależność przebiegu reakcji od zastosowanego rozpuszczalnika, natomiast silna zależność od temperatury i ciśnienia
- reakcje zachodzą bez udziału katalizatorów.

Za odkrywców reakcji skoordynowanych uważa się Kurta Aldera i Otto Dielsa, którzy otrzymali za to Nagrodę Nobla w 1950 r.